# فرانشيسكو بيكولو
فرانشيسكو بيكولو (بالإيطالية: Francesco Piccolo)‏ (و. 1964  م) هو كاتب، وكاتب سيناريو إيطالي، ولد في كازيرتا.

## جوائز
حصل على جوائز منها:

جائزة ستريجا

## وصلات خارجية
- فرانشيسكو بيكولو على موقع IMDb (الإنجليزية)
- فرانشيسكو بيكولو على موقع قاعدة بيانات الأفلام العربية
- فرانشيسكو بيكولو على موقع ألو سيني (الفرنسية)
- فرانشيسكو بيكولو على موقع أول موفي (الإنجليزية)
- فرانشيسكو بيكولو على موقع قاعدة بيانات الأفلام السويدية (السويدية)
- فرانشيسكو بيكولو على موقع قاعدة بيانات الفيلم (الإنجليزية)
- فرانشيسكو بيكولو على موقع كينوبويسك (الروسية)